# Camporeggiano
Camporeggiano is een plaats (frazione) in de Italiaanse gemeente Gubbio.